# Rotala vasudevanii
Rotala vasudevanii är en fackelblomsväxtart som beskrevs av K.T. Joseph och V.V. Sivarajan. Rotala vasudevanii ingår i släktet Rotala och familjen fackelblomsväxter. Inga underarter finns listade i Catalogue of Life.